# Palazzo Boncompagni (Bologna)
Il palazzo Boncompagni è un edificio storico situato in via del Monte, nel centro di Bologna, in Emilia-Romagna.

## Storia e descrizione

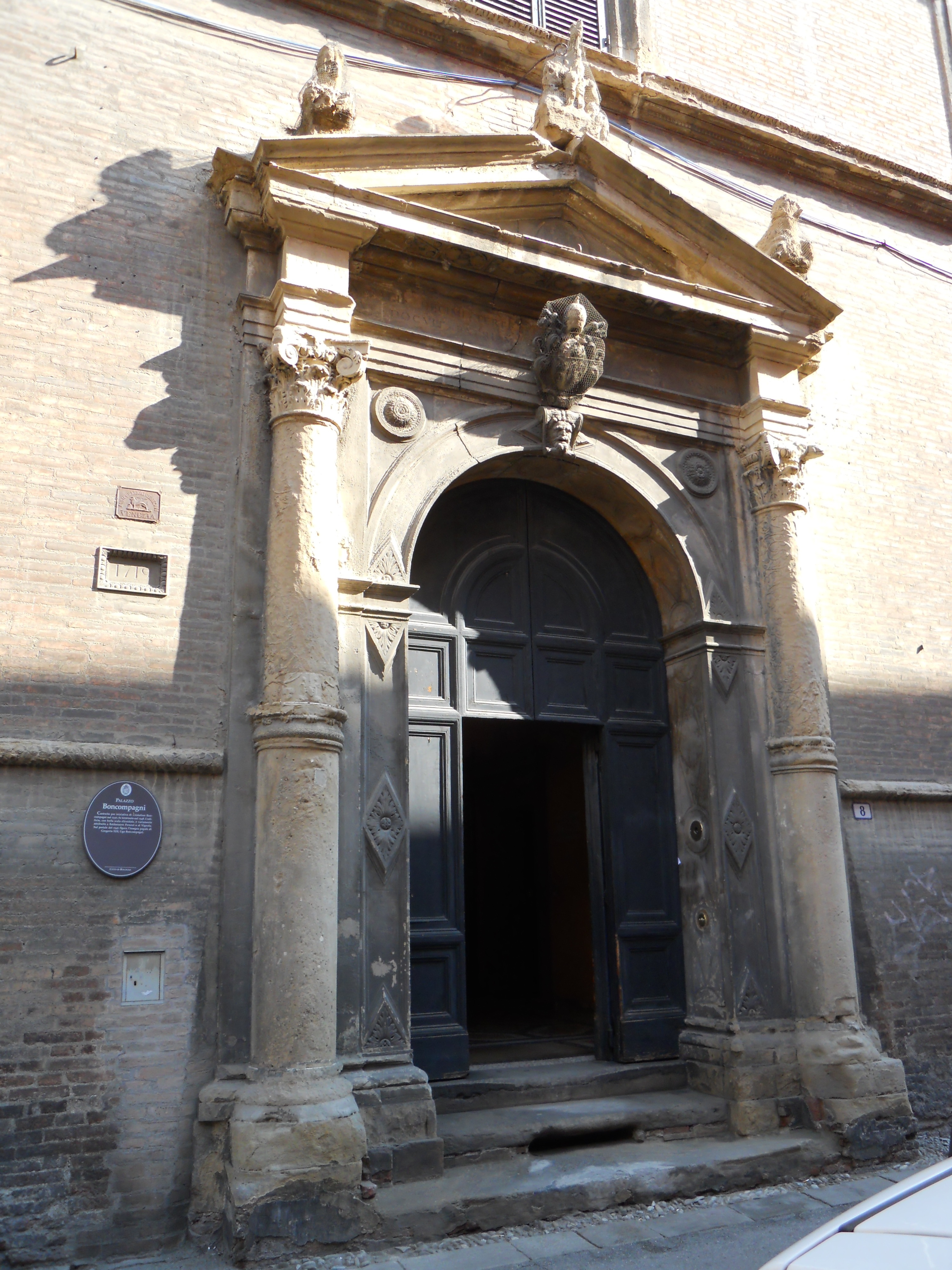
Entrata del palazzo

Costruito per iniziativa di Cristoforo Boncompagni nel 1537, fu terminato nel 1548. 
L'edificio, con bella scala elicoidale, è variamente attribuito a Baldassarre Peruzzi o al Vignola. 
Sul portale del 1545 figura l'insegna papale di Gregorio XIII, Ugo Boncompagni.